# Bergþórsson
Bergþórsson ist ein männlicher isländischer Name.

## Herkunft und Bedeutung
Der Name ist ein Patronym und bedeutet Bergþórs Sohn. Die weibliche Entsprechung ist Bergþórsdóttir (Bergþórs Tochter).

## Namensträger
- Guðmundur Bergþórsson (1657–1705), isländischer Dichter
- Nikulás Bergþórsson († 1159), isländischer Abt, Gelehrter und Skalde